# Sleepy Hallow
Tegan Joshua Anthony Chambers (Jamaica, 20 de diciembre de 1999) más conocido por su nombre artístico Sleepy Hallow, es un rapero, cantante y compositor jamaiquinoestadounidense. Chambers pasó su infancia en Flatbush, Brooklyn, junto a su frecuente colaborador Sheff G.
Recibió reconocimiento general en 2018, tras el lanzamiento de su canción «Flows», junto a Sheff G. En agosto de 2020, su sencillo «Deep End Freestyle», con Fousheé, recibió la  certificación de platino por parte de RIAA.
En agosto de 2021, su canción «2055», alcanzó el puesto número 53 en el Billboard Hot 100. Actualmente sus discografías son Winners Circle Entertainment y RCA Records.

## Primeros años
Tegan Joshua Anthony Chambers nació el 20 de diciembre de 1999 en Jamaica, pero se mudó a Flatbush, Brooklyn, donde conoció a su colaborador Sheff G. A la edad de 12 años, comenzó a rapear. Más tarde eligió el nombre “Sleepy Hallow” como su nombre artístico.  Chambers dejó la escuela en noveno grado.
==  firmaron un contrato por la discografía de un jugador de la NFL, Junior Galette, Nula Entertainment desde 2017 hasta 2018.
En 2019, Sleepy Hallow, lanzó su primer mixtape, Don’t Sleep.  Ese mismo año, Winners Circle Entertainment fue fundado, con Sleepy Hallow como uno de los primeros fichajes.
En 2020, sacó su segundo mixtape, Sleepy for President. El mixtape tenía su primer hit “Deep End Freestyle”, el cual entró en el Billboard Hot 100 en el puesto 80, el 20 de junio de 2020. El sencillo tenía más de 85 millones de streams y fue certificado a oro por parte de RIAA en agosto de 2020.
En junio de 2021, lanzó su primer álbum de estudio, Still Sleep?. El álbum incluía la canción “2055”, la cual fue revelada junto a un vídeo animado de Sleepy Hallow en un alterno universo futurista. El sencillo logró la certificación platino en octubre de 2021.

## Discografía

### Álbumes de estudio
| Título       | Detalles del Álbum                                                                                                  |
| ------------ | --- |
| Still Sleep? | - Lanzamiento: 2 de junio de 2019 - Discografía: Winners Circle, RCA Records - Formato: Descarga digital, streaming |

### EP
| Título          | Detalles del EP |
| --------------- | --- |
| The Black House | - Lanzamiento: 31 de ju,io de 2020 - Discografía: Winners Circle, Empire Records - Formato: Descarga digital, streaming |

### Mixtapes
| Título                                       | Detalles del Mixtape |
| -------------------------------------------- | --- |
| Don't Sleep                                  | - Lanzamiento: 31 de octubre de 2019 - Discografía: Winners Circle, Empire Distribution - Formato: Descarga digital, streaming |
| Sleepy Hallow Presents: Sleepy for President | - Lanzamiento: 5 de junio de 2020 - Discografía: Winners Circle, Empire - Formato: Descarga digital, streaming                 |

### Sencillos

#### Como artista principal
| Año  | Canción                            | Posicionamiento en lista | Posicionamiento en lista | Posicionamiento en lista | Posicionamiento en lista | Posicionamiento en lista | Posicionamiento en lista | Posicionamiento en lista | Certificaciones | Álbum                |
| Año  | Canción                            | US                       | AUS                      | CAN                      | IRL                      | NZ                       | SWE                      | UK                       | Certificaciones | Álbum                |
| ---- | ---------------------------------- | ------------------------ | ------------------------ | ------------------------ | ------------------------ | ------------------------ | ------------------------ | ------------------------ | --------------- | -------------------- |
| 2020 | "Deep End Freestyle" (con Fousheé) | 80                       | —                        | 69                       | —                        | —                        | —                        | 93                       | - RIAA: Platino | Sleepy for President |
| 2020 | "Don't Panic"                      | —                        | —                        | —                        | —                        | —                        | —                        | —                        |                 | Sleepy for President |
| 2020 | "Baddie Betty Boop"                | —                        | —                        | —                        | —                        | —                        | —                        | —                        |                 | Sleepy for President |
| 2020 | "Anxiety Freestyle"                | —                        | —                        | —                        | —                        | —                        | —                        | —                        |                 | Sleepy for President |
| 2020 | "Different"                        | —                        | —                        | —                        | —                        | —                        | —                        | —                        |                 | The Black House      |
| 2020 | "Somebody" (con Sheff G)           | —                        | —                        | —                        | —                        | —                        | —                        | —                        |                 | The Black House      |
| 2020 | "Quarentine Boo"                   | —                        | —                        | —                        | —                        | —                        | —                        | —                        |                 | The Black House      |
| 2020 | "Perc Talking"                     | —                        | —                        | —                        | —                        | —                        | —                        | —                        |                 | The Black House      |
| 2020 | "Don't Panic 2" (con Sheff G)      | —                        | —                        | —                        | —                        | —                        | —                        | —                        |                 | The Black House      |
| 2020 | "2020 Vision" (con Sheff G)        | —                        | —                        | —                        | —                        | —                        | —                        | —                        |                 | Sin Álbum            |
| 2021 | "2055”                             | 51                       | 13                       | 17                       | 21                       | 11                       | 65                       | 21                       | - RIAA: Platino | Still Sleep?         |
| 2022 | "Die Young" (347aidan)             | —                        | —                        | —                        | —                        | —                        | —                        | —                        |                 | Sin Álbum            |

#### Como artista invitado
| Año  | Canción                                                          | Álbum                 |
| ---- | ---------------------------------------------------------------- | --------------------- |
| 2017 | "Panic" (Sheff G con Sleepy Hallow y Double G)                   | Sin Álbum             |
| 2017 | "Hurtin" (Sheff G con Sleepy Hallow)                             | Sin Álbum             |
| 2018 | "Automatic" (Sheff G con Sleepy Hallow)                          | The Unluccy Luccy Kid |
| 2018 | "Addicted to the Cash" (Sheff G con Sleepy Hallow)               | Sin Álbum             |
| 2018 | "Panic 2" (Sheff G con Sleepy Hallow)                            | Sin Álbum             |
| 2018 | "Panic 3" (Sheff G con Sleepy Hallow)                            | Sin Álbum             |
| 2019 | "Flows, Pt.2" (Sheff G con Sleepy Hallow)                        | The Unluccy Luccy Kid |
| 2019 | "Brazzy" (J.I the Prince of N.Y con Sleepy Hallow)               | Sin Álbum             |
| 2020 | "Make it happen" (Sheff G con Sleepy Hallow)                     | Just 4 Yall           |
| 2020 | "Goat Freestyle" (Eli Fross con Sleepy Hallow)                   | Cesar                 |
| 2021 | "Run It Up" (Sheff G con Sleepy Hallow y A Boogie wit da Hoodie) | Sin Álbum             |